# Gynura carnosula
Gynura carnosula là một loài thực vật có hoa trong họ Cúc. Loài này được Zoll. & Mor. mô tả khoa học đầu tiên năm 1845.